# El capitalista
El capitalista (també conegut com a El president) és un joc de cartes que es juga habitualment amb una baralla de cartes espanyola, tot i que també s'hi pot jugar amb una baralla francesa adaptant el valor de les cartes. Es poden fer servir comodins o no; en cas que s'utilitzin, tenen el valor que el jugador desitgi.
És un joc per a entre 2 i 10 jugadors, tot i que és aconsellable que hi juguin com a mínim 3 persones. Si hi juguen més de 6 persones, caldrà fer servir dues baralles. Es comença el joc repartint totes les cartes entre els jugadors. L'objectiu del joc és ser el primer a quedar-se sense cartes.
El valor de les cartes, de major a menor, és el següent: dosos, asos, reis, cavalls, sotes, i les numerades, 9, 8, 7, 6, 5, 4, 3. Un jugador comença tirant una carta, parella, trio o quartet (normalment les de valor més baix, ja que són les que costa més treure), i els següents jugadors, per ordre, han d'anar tirant cartes de valor superior a les que s'han jugat, respectant el nombre de cartes que s'ha jugat. És a dir, si la primera persona treu una parella de quatres, la següent només pot jugar una parella, i que ha de ser com a mínim de cincs (tot i que podria ser, per exemple, una parella de sets). Quan un jugador fa una tirada i ningú més després d'ell juga per superar les cartes, aleshores les cartes es retiren i aquest jugador és el que comença la següent ronda.
Aquest procés es repeteix fins que els jugadors es queden sense cartes. En acabar la partida, el primer que ha guanyat rep el nom de "President" o "Capitalista", el segon "Vicepresident", el penúltim "Semicul" o "Vicemenjamerda", i l'últim "Cul" o "Menjamerda". Un cop repartides les cartes per a la següent partida, i abans de començar a jugar, el "Cul" li ha de donar les seves dues millors cartes al "President", que li dona a ell les dues pitjors. El semicul i el vicepresident fan el mateix, però només intercanviant-se una carta.

## Variacions
- El 2 d'oros és la carta amb més valor. Com a excepció a la regla que només es poden jugar parelles després de parelles, trios després de trios, etc., es pot fer que el 2 d'oros es pot jugar després de qualsevol figura, i sempre ho supera tot.
- Després que es juguin sets només es poden jugar vuits i sets.
- Si es tira una carta i el següent tira la mateixa figura o el mateix número, el següent perd un torn.
- Si es tira un 10, la següent carta ha de ser una de valor inferior.